# Slobodan Soro
Slobodan Soro, né le 23 décembre 1978 à Novi Sad, est un joueur de water-polo serbe puis brésilien évoluant au poste de gardien de but.